# Anthony Chirayath
Anthony Chirayath (Aranattukara, 30 de julho de 1941) é um clérigo indiano e bispo emérito siro-malabar de Sagar.
Anthony Chirayath foi ordenado sacerdote em 2 de janeiro de 1970.
Papa Bento XVI nomeou-o Bispo de Sagar em 2 de fevereiro de 2006. O Arcebispo Maior de Ernakulam-Angamaly, Cardeal Varkey Vithayathil CSsR, concedeu sua consagração episcopal em 25 de março do mesmo ano; Co-consagradores foram Jacob Thoomkuzhy, Arcebispo de Trichur, e seu antecessor Joseph Pastor Neelankavil CMI.
Em 12 de janeiro de 2018, o Papa Francisco aceitou sua aposentadoria por motivos de idade.